# Przezskórna interwencja wieńcowa
Przezskórne interwencje wieńcowe (ang. percutaneous coronary interventions, PCI) – techniki obejmują przezskórną śródnaczyniową angioplastykę wieńcową (ang. percutaneous transluminal coronary angioplasty, PTCA) przezskórnego inwazyjnego leczenia choroby wieńcowej za pomocą narzędzi wprowadzanych przezskórnie do tętnic wieńcowych zwężonych przez proces chorobowy (najczęściej blaszkę miażdżycową) w celu ich poszerzenia lub udrożnienia (rewaskularyzacja) i przywrócenia prawidłowego krążenia (leczenie reperfuzyjne) z lub bez wszczepienia stentu. 
Zalicza się do nich między innymi:

PTCA: A - przed, B - w trakcie i C - po poszerzeniu

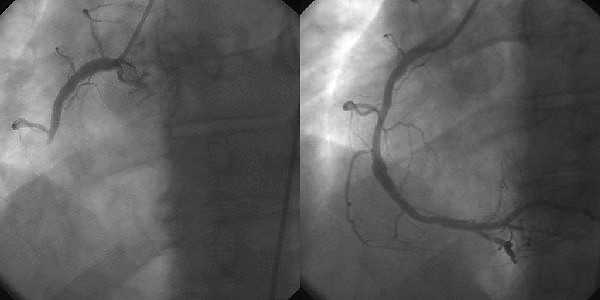
Angiografia zamkniętej prawej tętnicy wieńcowej przed (po lewej) i po poszerzeniu-rekanalizacji (PTCA)

- przezskórną (śródnaczyniową) angioplastykę wieńcową (ang. percutaneous transluminal coronary angioplasty, PTCA);
- aterektomię:
  - kierunkową tnącą (ang. directional coronary atherectomy, DCA);
  - rotacyjną (rotablacja);
- brachyterapię (w celu zmniejszenia ryzyka restenozy naczynia wieńcowego)[2].

## Wskazania
Głównymi wskazaniami do PCI są:
- leczenie dławicy piersiowej
- ostre niedokrwienie mięśnia sercowego i świeży zawał mięśnia sercowego. Szybkie udrożnienie tętnicy odpowiedzialnej za zawał zmniejsza znacząco ryzyko zgonu chorego z powodu zawału serca[3]
- u chorych po przebytym zawale mięśnia serca z nawrotem bólów dławicowych

## Technika zabiegu
Podczas PCI po nakłuciu tętnicy udowej, promieniowej lub ramiennej wprowadza się cewnik zakończony balonem do ujścia odpowiedniej tętnicy wieńcowej i umieszcza pod kontrolą rentgenowskiego toru wizyjnego w obrębie zwężenia. Balon wypełniany jest pod ciśnieniem rozcieńczonym środkiem kontrastującym w celu poszerzenia zwężonego odcinka, po którym wykonuje się ponownie angiografię w celu udokumentowania efektu poszerzenia. PCI często wykonywane jest w zależności od potrzeb w 2 lub 3 naczyniach. W ostrym zawale mięśnia sercowego PCI wykonuje się tylko w naczyniu zawałowym pozostawiając ewentualne inne zmiany do usunięcia w późniejszym terminie.